# NGC 398
NGC 398 est une galaxie lenticulaire naine située dans la constellation des Poissons. NGC 398 a été découverte par l'astronome français Guillaume Bigourdan en 1886.

## Caractéristiques
Sa vitesse par rapport au fond diffus cosmologique est de 4 683 ± 35 km/s, ce qui correspond à une distance de Hubble de 69,1 ± 4,9 Mpc (∼225 millions d'al).
À ce jour, une mesure non basée sur le décalage vers le rouge (redshift) donne une distance d'environ 43,700 Mpc (∼143 millions d'al). Cette valeur est tout juste à l'extérieur des valeurs de la distance de Hubble.